# هيرونيموس الكاردي
هيرونيموس هو جنرال ومؤرخ من كارديا في تراقيا عاصر الإسكندر المقدوني (356-323 قبل الميلاد). بعد وفاة الإسكندر قام هيرونيموس باتباع ثروات صديقه ورفيق بلده يومينس. جرح وأسر من قبل أنتيغونوس الأول مونوفثالموس والذي قام في ما بعد بالعفو عنه وتعيينه كمشرف على مساكب الأسفلت في البحر الميت. لقي هيرونيموس نفس المعاملة الطيبة من قبل ابن أنتيغونوس ديميتريوس الأول المقدوني والذي عينه بولمارش على ثيسبي. كذلك عينه أنتيغونوس الثاني غوناتاس على نفس المنصب حيث توفي عن عمر يناهز 104.
كتب عن تاريخ ملوك طوائف الإسكندر وسلالتهم في الفترة الممتدة من موت الإسكندر وحتى الحرب مع بيروس الإبيري (272-323 قبل الميلاد) ويعتبر تدوينه المصدر الموثوق الذي اعتمد عليه ديودور الصقلي (xviii-xx) وفلوطرخس في حياته عن بيروس الإبيري.
استغل هيرونيموس التقارير الرسمية وكان دقيقا في التحقق من المعلومات. علاوة على ذلك كان أسلوب كتابته البسيط جدا غير مرغوب من قبل الناس في وقته؛ ولكن يرى الكثير من المؤرخين المعاصرين أن أسلوبه جيد ومستحسن. قام في الجزء الأخير من أعماله بمحاولة محمودة لتعريف الإغريق بطابع وتاريخ الرومان المبكر. قام بوسانياس باتهامه بأنه غير عادل تجاه الحكام بستثناء أنتيغونوس الثاني غوناتاس. لم تنجوا أغلب أعماله بنهاية فترة العالم القديم مثل تاريخ الإسكندر المفقود الذي دونه بطليموس الأول إلى درجة أنه لم يرى كتاب أو حتى جزء من كتاب ألفه الضوء.
أنظر لوقيان السميساطي